# Религија у Чешкој
Религија у Чешкој је разнолика, са великом већином становништва (78%) или нерелигиозним (атеисти, агностици или други нерелигиозни животни ставови) или се не изјашњавају ни о верским ни о нерелигиозним идентитетима, а готово једнаке мањине представљају хришћанство (11,7%, скоро у потпуности католичанство) и други верски идентитети или уверења (10,8%). Верски идентитет земље се драстично променио од прве половине 20. века, када су више од 90% Чеха били хришћани.  Према социологу Јану Споусти, нису сви нерелигиозни или ни религиозно ни нерелигиозно идентификовани људи атеисти; заиста, од касног 20. века долази до све већег удаљавања и од хришћанског догматизма и од атеизма, а истовремено су идеје и ванинституционални модели слични онима источних религија постали широко распрострањени кроз покрете које су покренули различити гуруи, и херметички, окултни и мистичним путеви. 
Христијанизација Чеха (Бохемија, Моравска и Чешка Шлеска) догодила се у 9. и 10. веку, када су укључени у католичку цркву и напустили старословенско паганство. Након бохемијске реформације која је започела крајем 14. века, већина Чеха су постали хусити, односно следбеници Јана Хуса, Петра Челчицког и других регионалних протопротестанских верских реформатора. Таборити и Каликстинци су биле две главне фракције Хусита. Током хуситских ратова почетком 15. века, Утраквисти су стали на страну Католичке цркве, а након заједничке победе утраквиста и католика, Католичка црква је прихватила праксу утраквиста као легитимну доктрину коју треба практиковати у Краљевини Чешкој, док су сви остали покрети хусита били су забрањени. У земљи су биле присутне и јеврејске мањине. 
После протестантске реформације у 16. веку, неки у Чешкој, посебно Судетски Немци, прешли су на учење Мартина Лутера (лутеранизам). У јеку реформације, утраквистички хусити преузели су обновљени све више антикатолички став, док су неке од поражених фракција Хусита (посебно таборити) оживљене. Пораз бохемијских земаља од стране Хабзбуршке монархије у Бици на Белој гори 1620. године утицао је на верска осећања Чеха, пошто су Хабзбурговци подржали контрареформацију да би насилно вратили све Чехе, чак и утраквисте хусите, назад у католичку цркву. 
Од битке на Белој гори, широко распрострањено антикатоличко расположење и отпор католичкој цркви били су у основи историје Чешке чак и када је целокупно становништво номинално припадало католичкој цркви, а Чеси су историјски окарактерисани као „толерантни и чак индиферентни према религији“.  Крајем 18. века протестантској и јеврејској мањини су поново дата нека права, али су морали да чекају још један век да би остварили пуну равноправност.  Године 1918. Хабзбуршка монархија је пропала, а у новој Чехословачкој, 1920. године, Католичка црква је претрпела раскол пошто се Чехословачка хуситска црква поново успоставила као независна.  У периоду 1939–1945, нацизам је уништио или протерао већину јеврејског становништва.  Католичка црква је изгубила око половине својих присталица током комунистичког периода Чехословачке Социјалистичке Републике (1960–1990), и број је наставио да опада у савременој епохи након што је Плишана револуција 1989. обновила демократију у Чехословачкој.  Протестантизам се никада није опоравио након Хабзбуршке контрареформације, и иако је поново задобио неке основе почетком 20. века (1950. око 17% Чеха су били протестанти, углавном хусити), после 1950-их њихов број је поново опао и данас су веома мала мањина (око 1%).
Према званичним пописима становништва које је спровео Чешки статистички завод, католицизам је био религија 39,1% Чеха 1991. године, а опао је на 9,3% 2021. године; протестантизам и други типови хришћанства су у истом периоду опали са око 5% на око 2%; у исто време, број припадника других религија или верника без идентификације религије је порастао са 0,3% на 10,8%. Мале мањинске религије у Чешкој су будизам, ислам, паганизам, хиндуизам, јудаизам и друге. На попису становништва 2021. године, 47,8% Чеха изјавило је да не верује ни у једну религију, док се 30,1% није изјаснило за било какву идентификацију, ни верску ни нерелигиозну.
Анкета Евробарометра из 2010. показала је да је 16% чешких грађана одговорило да „верују да постоји Бог“, 44% је одговорило да „верују да постоји нека врста духа или животне силе“, а 37% је одговорило да „не верује постоји било какав дух, Бог или животна сила“. 3% није одговорило.

## Религије

### Хришћанство
Чеси су постепено прелазили на хришћанство из словенског паганства између 9. и 10. века, а хришћанство — посебно католичка црква, са значајним мањинама протестантизма, па чак и већином у неким периодима, од 15. века надаље  — је остало религија скоро целокупног становништва до краја 19. века.  Борживој I, војвода Чешке, крштен од светих Ћирила и Методија, био је први владар Чешке који је прихватио хришћанство као државну религију. Од касног 19. века, а посебно током 20. века, хришћанство је постепено напуштала већина Чеха и данас је оно остало религија мањине.  Од 1950. до 2021. године, званични пописи чешког статистичког завода забележили су пад исповеданог хришћанства са око 94% на око 12% становништва Чешке.
Комунистички период Чехословачке Социјалистичке Републике (1960–1990) свакако је доживео угњетавање хришћанства, што је допринело његовом опадању, али и ометало појаву било какве алтернативе у области религије, тако да је хришћанство и даље имало монополски положај у религиозном тумачењу света.  Тек обнова демократије након Плишане револуције 1989. отворила је земљу ширењу нехришћанских религија.  Према научнику Јану Споусти, током 20. века хришћанство је постепено губило свој карактер традиционалне религије Чеха, и већина га је напуштала, претварајући се у религију искреног избора за мањину која наставља да се идентификује са њим и практикује га.  Споуста је такође открио да су хришћани почетком 21. века били старији и мање образовани од опште популације, а да је већа вероватноћа да су жене вернице него мушкарци.  Хришћанство је остало релативно веће у процентима међу становништвом аграрних југоисточних региона Моравске, док су проценти већ били веома ниски у великим градовима и северозападним индустријализованијим регионима Чешке. 

#### Римокатоличанство
Римокатолицизам је био главна традиција хришћанства коју су историјски практиковали Чеси након што су прешли са словенског паганства, и иако су се у 15. и 16. веку многи Чеси — у многим областима и периодима већина — придружили протопротестантским и протестантским црквама, у Хабзбуршкој монархији која је стекла царску власт у Чешкој почетком 17. века покренуо је покрет противреформације који је већину Чеха преобратио у католичку цркву.  У време слома хабзбуршке власти и успостављања независне Чехословачке 1918. године, положај католичке цркве је већ био ослабљен критиком интелектуалне класе и друштвеним променама које је донела брза индустријализација посебно у северном и западном делу земље, Бохемији.  У исто време, повезаност католицизма са некадашњом хабзбуршком моћи довела је до широко распрострањеног антиклерикализма и антикатолицизма, и до оживљавања изворног историјског облика чешког протестантизма, наиме хуситизма; 1920. Хусити су се одвојили од Католичке цркве са око 10% некадашњег католичког свештенства и успоставили се као Чехословачка хуситска црква. 
Од 1950. године па надаље, комунисти су освојили власт у Чехословачкој, која је од 1960. до 1989. постала Чехословачка Социјалистичка Република, и док су се борили против свих религија, католицизам је био на мети са посебном агресивношћу.  После Плишане револуције 1989. и обнове демократије у Чешкој, католицизам се, као ни други облици хришћанства, није опоравио и наставио је да губи присталице.  Подаци из националних пописа показују да су католици смањени са 76,7% Чеха 1950. пре комунистичког периода, на 39,1% 1991. након пада комунизма, на 26,9% у 2001, на 10,5% у 2011. и на 9,3% у 2021.

#### Протестантизам
У касном 14. веку, верски и друштвени реформатор Јан Хус покренуо је протопротестантски покрет који је касније по њему назван „хуситизам“. Иако је Јан Хус проглашен јеретиком од стране Католичке цркве и спаљен на ломачи у Констанцу 1415. године, његови следбеници су се отцепили од католичке цркве и у Хуситским ратовима (1419–1434) победили су пет крсташких ратова које је против њих организовао цар Светог римског царства Жигмунд. Петар Челчицки је наставио у јеку бохемијске хуситске реформације и довео до Хуситске моравске цркве. Током 15. и 16. века већина Чеха су били присталице хуситизма, а у исто време многи судетски Немци у Чешкој су се придружили протестантској реформацији Мартина Лутера и његовој доктрини (лутеранизам). 
После 1526, Чешка је све више долазила под контролу Хабзбуршке монархије, пошто су Хабзбурговци прво постали изабрани, а касније наследни владари Чешке. Прашка дефенестрација и каснија побуна против Хабзбурга 1618. означили су почетак Тридесетогодишњег рата, који се брзо проширио средњом Европом. Побуна у Чешкој је 1620. угушена у бици на Белој гори, а везе између Чешке и наследних земаља Хабзбурга у Аустрији су ојачане. Рат је имао разоран ефекат на локално становништво, а људи су били приморани да се врате у католичанство под контрареформацијским напорима Хабзбурговца. 
Године 1918, када се Хабзбуршка монархија распала и када је настала независна Чехословачка, већина Чеха је исповедала формалну припадност католичанству; антикатоличка осећања су се брзо ширила пошто је католицизам сматран религијом коју су поново наметнули Хабзбурговци, тако да се 1920. Чехословачка хуситска црква одвојила од Католичке цркве и придружило јој се око 10% бившег католичког свештенства  и 10,6% Чеха су поново постали Хусити до 1950. Чехословачку цркву подржавала је влада првог председника Чехословачке Томаша Масарика (1850–1937).  Исте године, Евангелистичка црква чешке браће (доктринарно мешовита црква лутеранске, калвинистичке и хуситске традиције) представљала је још 4,5% становништва, а још 1% су били чланови лутеранских цркава Аугзбуршке конфесије (углавном Шлеске евангелистичке цркве Аугсбуршке конфесије).

Током комунистичких година Чехословачке Социјалистичке Републике, влада је обесхрабрила све религије; чешке протестантске цркве су изгубиле много чланова (Чехословачка црква је изгубила 80% својих присталица), а наставиле су да опадају након обнове демократије после 1989.  Протестантизам данас чини малу мањину од око 1% становништва; према попису из 2021. године, само 0,2% Чеха (23.610) је било привржено Чехословачкој Хуситској цркви, 0,3% (32.577) је било привржено Евангелистичкој цркви чешке браће, а 0,1% (11.047) су били лутерани Аугсбуршке конфесије (углавном из Шлеске). Моравска црква, историјски везана за Моравску област, и даље је била присутна са веома малим бројем присталица, око 1.257. Друге протестантске мањине укључују англиканце, адвентисте, апостолске пентекосталце, баптисте, методисте и неденоминационе евангелисте. 
- Типична сеоска хуситска црква из 20. века у Јилове у Прагу, Централна Бохемија
- Црква Преобраћења Светог Павла, историјски центар Хуситске моравске цркве у Брандису над Лаби-Стара Болеславу, Централно-чешки регион.
- Евангелистичка црква чешке браће у Ходову, Праг.
- Црква Светог Јоакима, лутеранска црква у Јахимову, Карловарска област
- Апостолска пентакостална црква у Брну, Јужноморавска област

#### Православно хришћанство, Јеховини сведоци и други хришћани
На попису из 2021. године, 41.178 Чеха (0,4% становништва) се изјаснило као присталице Православне цркве, скоро сви су чланови Православне цркве чешких земаља и Словачке и само неколико стотина чешког огранка Руске православне цркве. У истом попису, 13.298 (0,1%) се изјаснило као Јеховини сведоци, а врло мало као мормони Цркве Исуса Христа светаца последњих дана, присталице Цркве уједињења и других мањих хришћанских цркава. 71.089 Чеха (0,7%) се изјаснило једноставно као „хришћани“. 
- Катедрала Светог Ћирила и Методија у Прагу, главна црква Чешке и Словачке православне цркве.
- Православни женски манастир Светог Вацлава и Људмиле у Лодјењицама, Централночешки регион .
- Дворана Краљевства Јеховиних сведока у Карвини, Моравско-шлеска област
- Кућа за састанке мормона у Брну, Јужноморавска област .

### Будизам
На попису из 2021. године, 5.257 Чеха се изјаснило као присталице будизма. Многи Чеси Вијетнамци, који чине највећу имигрантску етничку групу у Чешкој Републици, присталице су махајанске традиције вијетнамског будизма. Етнички чешки будисти су иначе углавном следбеници вађрајанске традиције тибетанског будизма, махајанске традиције корејског будизма и традиције тераваде. У земљи постоје различити тибетански будистички, корејски будистички и теравада будистички центри; многи од оних из тибетанске традиције су повезани са Дијамантским путем који је основао дански лама Оле Нидал.
- Дворана будистичког манастира Арама Каруна Севена у Простјејову, регион Оломоуц
- Тибетанско будистичко светилиште у Прашком зоолошком врту
- Тибетанска будистичка ступа у Спалене Поржичи, регион Плзењ
- Вијетнамска будистичка сала у Плзењу
- Господарица Бон Шим из школе Кван Ум корејског Сеон будизма.

### Паганизам
Читаву паганску заједницу у Чешкој, укључујући словенску родноверју (чешки: Rodnověří), као и друге паганске религије, научници религије су описали као малу 2013.  На попису становништва из 2021, 2.953 Чеха су се изјаснила као пагани ( укључујући 189 Друида). Прве паганске групе које су се појавиле у Чешкој 1990-их биле су оријентисане на германско паганство и келтску друидију , док је модерна славенска родноверја почела да се развија око 1995–1996. оснивањем две групе, Националног фронта касиста и Radhoŝť, који су 2000. године спојени у Заједницу домородне вере (Společenství Rodná Víra).  Постоје и присталице родноверске деноминације инглизма; Грађанско удружење Тартарија (Občanské sdružení Tartaria), са седиштем у Словачкој, такође опслужује чешке инглисте. Поред словенских родноверјаца, германских пагана и келтских друида, у Чешкој постоје и викански следбеници, и једна кеметска организација, Per Kemet.

Заједница домородних вера била је међу верским ентитетима које је признавала влада до 2010. године, када је нерегистрована и постала неформално удружење због идеолошких неслагања између касиста и других подгрупа око тога да ли је словенска религија индоевропско хијерархијско богослужење (подржано од касиста), неолитско обожавање богиње мајке, или ниједно. Вођа организације од 2007. године је Ричард Бигл (Кхотебуд), а данас је посвећена прослави годишњих празника и појединачних обреда преласка, рестаурацији светих места повезаних са словенским божанствима и ширењу знања о словенској духовности у чешком друштву.  Док је савремена асоцијација потпуно адогматична и аполитична,  и одбија да „уведе чврст верски или организациони поредак“ због прошлих унутрашњих сукоба,  између 2000. и 2010. имала је сложену структуру,  и редиговала Кодекс домородне вере који дефинише прецизну доктрину за чешку Родноверју (која је чврсто одбацила Велесову књигу.  Иако Rodná Víra више не одржава структурисане територијалне групе, подржавају га појединачне присталице расуте широм Чешке. 
- Родноверски идоли у Брецлаву, Јужноморавски крај .
- Родноверски идол у парку у Коваржову, јужночешки регион .
- Олтар посвећен богу Тоту од стране чешког практичара кеметизма.

### Друге религије
Дубоке промене религиозног сензибилитета Чеха од почетка 20. века, губитак верског монопола и пад хришћанства, отворили су простор за раст нових облика религиозности,  укључујући идеје и ванинституционалне, дифузне моделе сличне онима код источних религија,  са ширењем покрета усредсређених око различитих гуруа, херметичких и мистичних путева. 

На попису из 2021. године, 21.539 Чеха (0,2% становништва) се изјаснило као присталице џедајизма (права филозофија заснована на филозофији измишљених Џедаја из свемирске опере Ратови звезда ), 5.244 као муслимани, 2.696 као пастафаријанци, 2.024 као хиндуси, 1.901 као Јевреји, 1.053 као присталице биотронике (инкорпориране као Заједница Јосефа Зезулке, Společenství Josefa Zezulky ), и 89,254 (0,8% становништва) као присталице других мањинских вероисповести. Још 9,6% Чеха се изјаснило да имају неко веровање, али да се не могу идентификовати ни са једном одређеном религијом. 
- Џамија у Брну, Јужноморавски крај
- Хиндуски олтар у Прашком зоолошком врту
- Мајселова синагога у Прагу
- Међународна школа Таунсхенд, бахајска школа у Хлубоки на Влтави, јужночешки регион
- Практиканти Фалун гунга у Прагу

## Нерелигиозни људи који се не идентификују
На попису из 2021. године, 5.027.794 Чеха, што одговара 47,8% укупног становништва Чешке Републике, изјаснило се као нерелигиозно, укључујући атеизам, агностицизам и друге нерелигиозне животне ставове. Осталих 3.162.540 Чеха, или 30,1% становништва земље, није се идентификовало ни са верским ни са нерелигиозним идентитетом. Неки чешки атеисти су се организовали у Грађанско удружење атеиста (Občanské sdružení ateistů), које је члан Међународне атеистичке алијансе. Нису сви нерелигиозни или ни религиозно ни нерелигиозно идентификовани Чеси атеисти; један број нерелигиозних људи верује или практикује неорганизоване облике духовности које не захтевају стриктно придржавање или идентификацију, слично источњачким религијама. 

### Цитати
1. ↑  Spousta 2002, стр. 345, 362.
2. ↑  Spousta 2002, стр. 345–346, 348, 358.
3. 1 2 3 4 5 6 7 8 9 10 11 12  Spousta 2002, стр. 346.
4. ↑  Staar 1982, стр. 90.
5. 1 2 3 4  Spousta 2002, стр. 347.
6. ↑  Spousta 2002, стр. 346–347.
7. ↑  „Eurobarometer on Biotechnology 2010 – page 381” (PDF). Приступљено 1. 2. 2013.
8. 1 2 3  Spousta 2002, стр. 345.
9. 1 2 3  Spousta 2002, стр. 350.
10. ↑  Spousta 2002, стр. 355.
11. 1 2  Spousta 2002, стр. 348.
12. ↑  „World Buddhist Directory – Czech Republic”. Buddhanet. Архивирано из оригинала 26. 1. 2022. г.
13. ↑  Mačuda 2014, стр. 102, note 3.
14. ↑  Dostálová 2013, стр. 179.
15. ↑  Mačuda 2014, стр. 101.
16. ↑  Mačuda 2014, стр. 102.
17. ↑  „Občanské sdružení Tartaria”. Архивирано из оригинала 28. 8. 2021. г.
18. ↑  „Wicca.cz – Tradiční iniciační Wicca v České republice”. Архивирано из оригинала 23. 1. 2022. г.
19. ↑  „Per Kemet – stránki o Kemetismu”. Архивирано из оригинала 24. 5. 2021. г.
20. ↑  Mačuda 2014, стр. 103.
21. 1 2  Mačuda 2014, стр. 104.
22. ↑  Mačuda 2014, стр. 107.
23. ↑  Mačuda 2014, стр. 106.
24. ↑  Mačuda 2014, стр. 105.
25. 1 2  Spousta 2002, стр. 345–346, 358, 362.
26. ↑  „Jediismus.cz”. Архивирано из оригинала 27. 3. 2021. г.
27. ↑  „Společenství Josefa Zezulky”. Архивирано из оригинала 23. 1. 2022. г.
28. ↑  „Ateisté ČR”. Архивирано из оригинала 17. 12. 2021. г.